# Sittaung Myit
Sittaung Myit (birm. စစ်တောင်းမြစ်) – rzeka w Mjanmie o długości 420 km (według innych źródeł długość rzeki wynosi około 418 km lub 320 km). Powierzchnia zlewni wynosi 48,1 tys. km². Źródła rzeki usytuowane są na północny wschód od Yamethin, na skraju płaskowyżu Szan, natomiast uchodzi do zatoki Martaban (Morze Andamańskie).
Rzeka jest żeglowna na odcinku 40 km w ciągu roku i 90 km w ciągu trzech miesięcy. Wykorzystywana jest do transportu drewna na eksport.